# Dyptyk Jeana Grosa

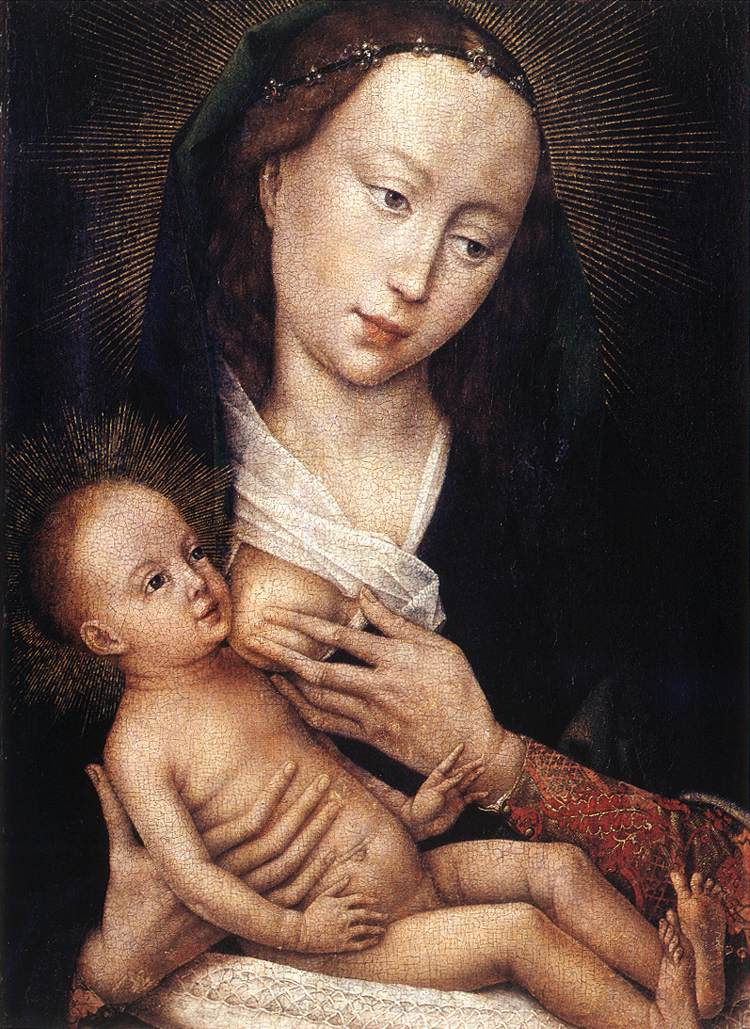
Maria z Dzieciątkiem, 1450-1460
38,7 x 28,5 cm
Musée des Beaux-Arts w Tournai

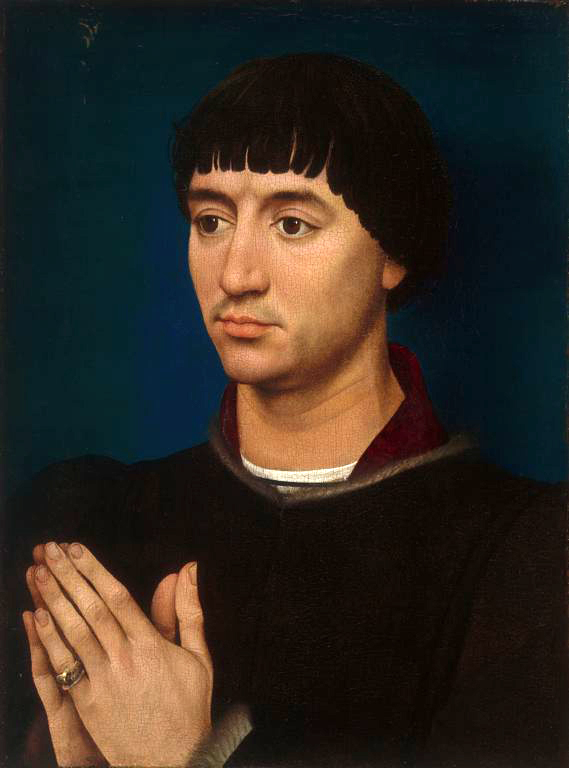
Portret Jeana Grosa, 1450-1460
38,5 × 28,8 cm
Art Institute of Chicago

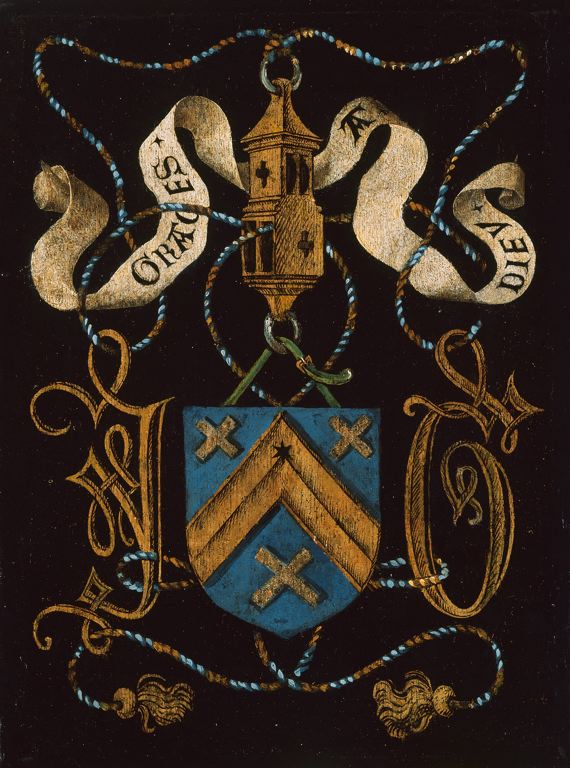
Herb Grosów na rewersie portretu Jeana Grosa

Dyptyk Jeana Grosa – dyptyk niderlandzkiego malarza Rogiera van der Weydena.
W latach 1450–1460 Weyden jako jeden z pierwszych zaczął tworzyć dyptyki dewocyjno-portretowe. Gdy pracował w Tournai, a następnie w Brukseli, wykonał kilka dyptyków oraz niezależnych portretów na zlecenie najważniejszych przedstawicieli burgundzkiej elity władzy w ostatniej dekadzie przed 1464 rokiem. Zachowały się trzy jego prace z tego okresu: Dyptyk Jeana Grosa, Dyptyk Philippe'a de Croÿ i Dyptyk Jeana de Froimonta. Madonna na dyptykach została namalowana w stylu naśladującym XIV-wieczne ikony italo-bizantyjskie. Innowacyjność Weydena polegała na sposobie przedstawienia postaci Maryi, która po raz pierwszy została ukazana w półpostaci, co w kolejnych latach było często kopiowane przez wielu naśladowców Weydena, z niewielkimi tylko zmianami.  
Dyptyk powstał prawdopodobnie na zlecenie Jeana Grosa III. Początkowo był on sekretarzem księcia Burgundii Filipa Dobrego, by od 1456 przejść na służbę jego syna, Karola, w charakterze pierwszego sekretarza i wysokiej rangi urzędnika w kancelarii książęcej (audiencier). Później został doradcą księżnej Marii. Pochodzący z rodziny o tradycjach urzędniczych Jean Gros III, ożeniony w roku 1472 z siostrzenicą kanclerza Hugoneta, był bardzo zamożnym człowiekiem i fundatorem kaplicy przy kościele św. Jakuba (Sint-Jakobskerk) w Brugii.
Na lewym skrzydle ukazana została Madonna karmiąca Dzieciątko, na prawym przedstawiony został donator w pozycji modlitewnej, zwrócony w stronę Maryi. Na odwrocie dyptyku znajdują się herby, dewizy i emblematy Jeana Grosa.